# 村川康敏
村川 康敏（むらかわ やすとし、1971年5月31日 - ）は、日本の脚本家。東京都出身。哲学者で筑波大学人文社会系教授の津崎良典は従弟である。日本シナリオ作家協会所属。

## 略歴
自身が脚本・監督した『Furuits Basket』がインディーズムービー・フェスティバルに入賞し、2003年俳優座劇場及び衛星劇場で公開される。
シナリオ講座第43期研修科にて、井上由美子、西岡琢也、柏原寛司に師事し、山本英夫原作の『のぞき屋』でデビューする。

## 主な脚本作品

### 映画
- お姉チャンバラ THE MOVIE（2008年）
- 大河ロマンシリーズ三部作（2008年）
  - 第一部「男女逆転 吉原遊郭」（10月25日）
  - 第二部「大奥 百花繚乱」（11月8日）
  - 第三部「大奥 浮絵悲恋」（11月22日）
- 湾岸ミッドナイト THE MOVIE（2009年）
- ぷかぷかジュジュ（2012年）
- 妻の恋人（2012年）
- KIDS=ZERO キッズ＝ゼロ[1]（2014年）
- アイアンガール ULTIMATE WEAPON[2]（2015年）
- 案山子とラケット 〜亜季と珠子の夏休み〜[3]（2015年）
- チャットゾーン（2017年）※脚本監修
- チャットレディのキセキ（2018年）※脚本監修
- ハッピーメール（2018年）
- えちてつ物語〜わたし、故郷に帰ってきました。（2018年）
- 猫カフェ（2018年）※脚本監修
- 劇場版ほらーちゃんねる（2019年）※脚本監修
- アスリート（2019年）
- アイアンガール FINAL WARS（2019年）
- じょりく!（2020年）※脚本監修
- 大きい女の子は好きですか?（2020年）※脚本監修
- ほらーちゃんねる 関西版（2020年）※脚本監修
- 親子劇場（2023年）[4]
- Love song（2023年）[5]
- ばんだが島（2023年）
- 夢叶えるプロジェクト（2023年）[6]
- ジーンズ十色（2024年）
- 夢叶えるプロジェクト 2024（2024年）

### 短編映画
- 歌舞伎町の少女（2017年）※脚本監修
- Green Lies（2017年）[7]
- 素敵に餃子道(2023年)
- 恵庭物語（2024年）

### オリジナルビデオ
- なめんなよ なめ猫 THE MOVIE（2009年、OVA）
- JAWS IN JAPAN（2009年)
- 脱衣麻雀バトルロワイアル（2011年）※脚本監修
- 大人のおもちゃ（2012年）
- 口裂け女 vs カシマさん２（2018年）※脚本監修

### 連続ドラマ
- のぞき屋（2006年、テレビ東京）
- 恋愛診断（2007年、テレビ東京）
- サギ師リリ子（2009年、テレビ東京）
- 歌舞伎町弁護人 凜花（2019年4月 - 、BSテレビ東京）
- 今野敏サスペンス 機捜235×強行犯係 樋口顕[8]（2023年、テレビ東京）

### 2時間ドラマ
- 北海道警事件ファイル 警部補 五条聖子2 函館殺人迷宮[9]（2014年、テレビ東京）
- 警視庁機動捜査隊216Ⅴ まだ見ぬ夜明け[10]（2015年、TBS）
- 警視庁機動捜査隊216・6 絶てない鎖[11]（2016年、TBS）
- 警視庁機動捜査隊216 Ⅷ 傷痕[12]（2017年、TBS）
- 機捜235Ⅱ[13]（2021年、テレビ東京）
- 機捜235Ⅲ[14]（2022年、テレビ東京）
- 旅人検視官 道場修作（2023年、BS日テレ）

### ショートドラマ
- ダブルタップミステリー（2023年、テレビ朝日）
  - 写真週刊誌S ドライブレコーダー
  - コンビニK 防犯カメラ
  - オカルトバスター 事故物件
  - オカルトバスター 呪いのピアノ
  - オカルトバスター 悪魔召喚

### Webドラマ
- ハッピーメール ～Love Story～[15]（2019年）
- ボイメン☆ドライブ[16]（2020年）
- さくら千夜一夜（2022年）
- 夢叶えるプロジェクト スピンオフ(2023年)
  - 黒田鉄矢編－100億円の価値
  - 藤原紗枝編－夢の軌跡
  - 摩耶＆彩香編－青春の一頁
  - 佐伯詩織編－ぬくもりの温度
  - 橋本祐也編－正論の理由
  - 清水加奈編－涙をこらえる訳

### アニメ
- ゴルゴ13（2009年、テレビ東京）
- テガミバチ（2009年、テレビ東京）
- ジャルジオ・アニマール[17]（2010年、テレビ神奈川）
- テガミバチ REVERSE（2010年、テレビ東京）
- 化石ドロボウと恐竜石（2011年、パイロット版）
- 名探偵コナン（2012年 - 放映中、讀賣テレビ）

### 漫画原作
- 時計“起源”物語（2004 - 2011）
- タイムピース（2011 - 2023）

### その他
- マルスの赤いスカーフ[18]（2013年）
- 星降る泉[19](2013年)

## 受賞歴
- 第5回インディーズムービー・フェスティバル入選（2000年）
- 第3回ジャパンアクションアワード ベストアクション作品賞（2015年）[20]

### 関連作品
- エンジン ※リサーチ（2005年、フジテレビ）
- STRAIGHT TO HEAVEN 〜天国へまっしぐら〜（2008年）
- なつやすみの巨匠（2015年）
- ゲームマスター（2016年）
- 普通じゃない職業（2017年）

### 関連人物
- 西岡琢也（脚本家）
- 柏原寛司（脚本家）
- 井上由美子（脚本家）
- 伴一彦（脚本家）
- 児玉宜久（監督）
- 植田尚（監督）
- 石井良和（監督）
- 飯岡順一（アニメーション文芸ディレクター）